# غوستافو موراليس
غوستافو موراليس (بالإسبانية: Gustavo Morales Delgado)‏ هو صحفي وكاتب إسباني، ولد في 27 مارس 1959 في طليطلة في إسبانيا.